# 地ノ森駅
地ノ森駅（じのもりえき）は、岩手県大船渡市大船渡町にある、東日本旅客鉄道（JR東日本）大船渡線BRT（バス高速輸送システム）のバス停留所である。
大船渡線BRTの運行開始後に新設された。

## 歴史
- 2020年（令和2年）3月14日：開業[1][2]。

## 駅構造
2020年（令和2年）4月下旬までに、専用道上に、上り線・下り線共に乗降場上家が整備された。乗降場は一般道との交差点を挟んだ千鳥式配置となっている。

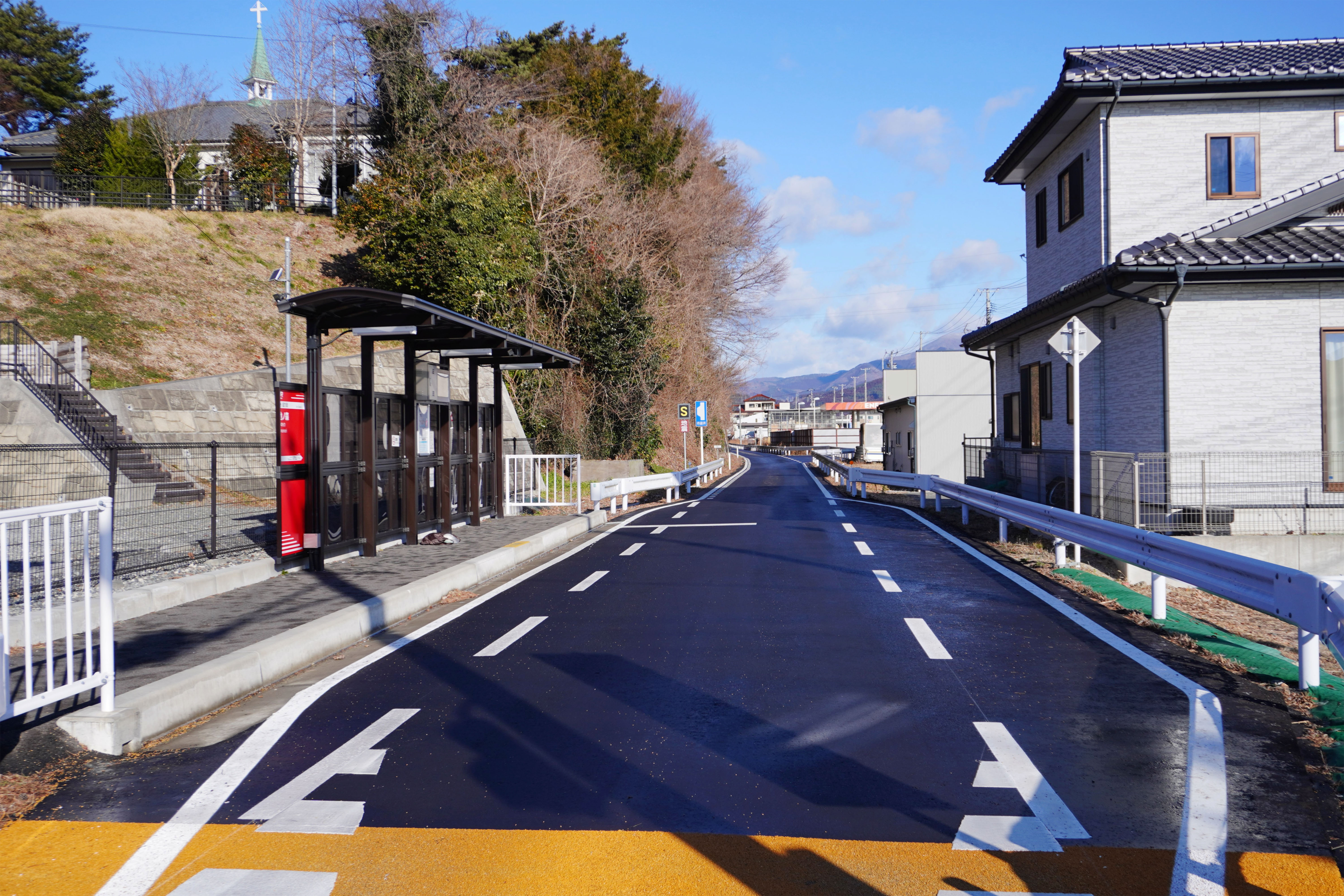
盛方面のりば（2024年2月）

## 利用状況
JR東日本によると、2023年度（令和5年度）の1日平均乗車人員は17人である。
開業後の推移は以下のとおりである。
| 乗車人員推移       | 乗車人員推移     | 乗車人員推移   |
| 年度               | 1日平均 乗車人員 | 出典           |
| ------------------ | ---------------- | -------------- |
| 2019年（令和元年） | 7                | [ 利用客数 2 ] |
| 2020年（令和02年） | 14               | [ 利用客数 3 ] |
| 2021年（令和03年） | 10               | [ 利用客数 4 ] |
| 2022年（令和04年） | 9                | [ 利用客数 5 ] |
| 2023年（令和05年） | 17               | [ 利用客数 1 ] |

## 駅周辺
- 岩手県道230号丸森権現堂線
- 国道45号

## 隣の停留所
東日本旅客鉄道（JR東日本）
■大船渡線BRT
□快速・■普通
大船渡駅 - 地ノ森駅 - 田茂山駅

### 記事本文
1. ↑  「気仙沼線BRT・大船渡線BRTダイヤ改正について (PDF)」（プレスリリース）、東日本旅客鉄道盛岡支社／東日本旅客鉄道仙台支社、2020年1月22日。2020年1月23日時点のオリジナル (PDF)よりアーカイブ。2020年1月23日閲覧。
2. ↑  「大船渡線BRTに4つの新駅／岩手」IBC岩手放送、2020年3月14日。2020年3月15日時点のオリジナルよりアーカイブ。2020年3月19日閲覧。
3. ↑  「大船渡線BRT新駅「大船渡丸森駅」「地ノ森駅」「田茂山駅」の駅設備について (PDF)」（プレスリリース）、東日本旅客鉄道盛岡支社、2020年2月18日。2020年2月19日時点のオリジナル (PDF)よりアーカイブ。2020年2月19日閲覧。

### 利用状況
1. 1 2  「BRT駅別乗車人員（2023年度）| 企業サイト：JR東日本」東日本旅客鉄道。2025年6月24日閲覧。
2. ↑  「BRT駅別乗車人員（2019年度）：JR東日本」東日本旅客鉄道。2025年6月24日閲覧。
3. ↑  「BRT駅別乗車人員（2020年度）| 企業サイト：JR東日本」東日本旅客鉄道。2025年6月24日閲覧。
4. ↑  「BRT駅別乗車人員（2021年度）| 企業サイト：JR東日本」東日本旅客鉄道。2025年6月24日閲覧。
5. ↑  「BRT駅別乗車人員（2022年度）| 企業サイト：JR東日本」東日本旅客鉄道。2025年6月24日閲覧。